# Fiona Vroom
Fiona Vroom (Vancouver, 14 giugno 1983) è un'attrice canadese.

## Filmografia

### Cinema
- Step Up: All In regia di Trish Sie (2014)
- Big Eyes regia di Tim Burton (2014)
- What an Idiot regia di Peter Benson (2014)
- Un poliziotto all'asilo (Kindergarten Cop 2) regia di Don Michael Paul (2016)
- Star Trek Beyond regia di Justin Lin (2016)
- Io, Dio e Bin Laden (Army of One), regia di Larry Charles (2016)
- Power Rangers regia di Dean Israelite (2017)

### Televisione
- Psych - serie TV, 1 episodio (2008)
- Kyle XY - serie TV, 2 episodi (2008)
- Alice - serie TV, 2 episodi (2009)
- Human Target - serie TV, 1 episodio (2010)
- Eureka - serie TV, 1 episodio (2010)
- Supernatural - serie TV, 2 episodi (2010)
- Tower Prep - serie TV, 1 episodio (2010)
- Broken Trust - film TV (2012)
- The True Heroines - serie TV, 6 episodi (2013)
- Single & Dating in Vancouver - serie TV, 3 episodi (2013-2014)
- Star Trek Continues - serie TV, 1 episodio (2014)
- Una donna in fuga - film TV (2014)
- Package Deal - serie TV, 1 episodio (2014)
- Motive - serie TV, 1 episodio (2015)
- Aurora Teagarden Mystery: A Bone to Pick - film TV (2015)
- Hell on Wheels - serie TV, 3 episodi (2015)
- Ties That Bind - serie TV, 1 episodio (2015)
- R.L. Stine. I racconti del brivido. L'armadio delle anime - film TV (2015)
- Autumn Dreams - film TV (2015)
- Garage Sale Mystery: Guilty Until Proven Innocent - film TV (2016)
- iZombie - serie TV, 1 episodio (2016)
- Ricetta d'amore (Appetite for Love), regia di David Mackay - film TV (2016)
- Bates Motel - serie TV, 4 episodi (2016)
- Ballando per amore (A Time to Dance), regia di Mike Rohl – film TV (2016)
- Garage Sale Mystery: The Novel Murders - film TV (2016)
- Van Helsing - serie TV, 1 episodio (2016)
- Death of a Vegas Showgirl - film TV (2016)
- Dirk Gently - Agenzia di investigazione olistica - serie TV, 2 episodi (2016)
- Miss Christmas - film TV (2017)
- Uno sconosciuto in casa (A Stranger with My Kids), regia di Chad Krowchuk – film TV (2017)
- Se scappo mi sposo a Natale (Runaway Christmas Bride), regia di David DeCoteau – film TV (2017)
- The Wedding Stalker (Psycho Wedding Crasher), regia di David Langlois - film TV (2017)
- Altered Carbon - serie TV, 5 episodi (2018)
- X-Files - serie TV, 1 episodio (2018)
- L'uomo nell'alto castello (The Man In The High Castle) - serie TV (2018)
- Un appartamento per due (Flip That Romance), regia di Mark Jean - film TV (2019)
- Brezza d'amore (Sailing into Love), regia di Lee Friedlander - film TV (2019)
- Hai paura del buio? (Are You Afraid of the Dark?) - serie TV, 3 episodi (2019)
- Solo io e te (Love in Store), regia di Paul Ziller - film TV (2020)
- Upload - serie TV, episodio 1x06 (2020)
- Le indagini di Allie Adams (Picture Perfect Mysteries) - serie TV, episodio 1x03 (2020)
- Consegna per Natale (Deliver by Christmas), regia di Terry Ingram - film TV (2020)
- Snowpiercer - serie TV, 15 episodi (2020-2022)
- Avvocati di famiglia (Family Law) - serie TV, 4 episodi (2021)
- Nantucket Noel, regia di Kirsten Hansen - film TV (2021)
- The Wedding Veil, regia di Terry Ingram - film TV (2022)
- Three Wise Men and a Baby, regia di Terry Ingram - film TV (2022)
- The Wedding Veil Expectations, regia di Peter Benson - film TV (2023)
- Grease: Rydell High - serie TV, 4 episodi (2023)

## Doppiatrici italiane
Nelle versioni in italiano delle opere in cui ha recitato, Fiona Vroom è stata doppiata da:
- Ilaria Latini in Ricetta d'amore, Dirk Gently - Agenzia d'investigazione olistica
- Patrizia Burul in Motive
- Federica De Bortoli in Un poliziotto all'asilo
- Lilli Manzini in Un appartamento per due
- Eleonora Reti in Detective McLean
- Elisa Angeli ne L'uomo nell'alto castello
- Cecilia Zincone in The Wedding Stalker
- Claudia Razzi in X-Files
- Micaela Incitti in Snowpiercer